# Jürgen Anbuhl

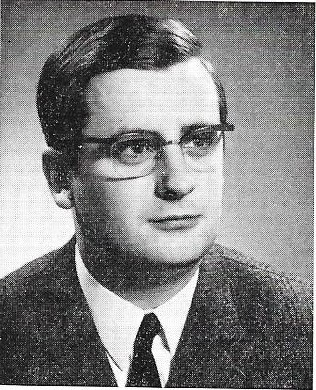
Jürgen Anbuhl

Jürgen Anbuhl (* 5. Mai 1940 in Berlin; † 30. Januar 2022) war ein deutscher Pädagoge und Politiker (SPD).

## Leben und Beruf
Nach dem Besuch der Volksschule und dem Abitur am Gymnasium nahm Anbuhl ein Studium der Philologie auf, das er mit dem Staatsexamen für das höhere Lehramt beendete. Anschließend trat er als Studienrat in den Schuldienst ein. Außerdem war er Mitglied der Gewerkschaft Erziehung und Wissenschaft (GEW). In Eckernförde war er Mitinitiator zur Gründung einer Integrierten Gesamtschule (heute: Peter-Ustinov-Schule Eckernförde) und ab 1990 deren erster Direktor.

### Partei
Anbuhl war seit 1963 Mitglied der SPD und hatte dort mehrere Funktionen inne. Unter anderem war er bis 1975 Ortsvorsitzender in Eckernförde.

### Abgeordneter
Anbuhl war Ratsmitglied und Bürgervorsteher der Stadt Eckernförde. Dem Deutschen Bundestag gehörte er vom 3. November 1970, als er für den ausgeschiedenen Abgeordneten Hans-Ulrich Brand nachrückte, bis 1976 an. Jürgen Anbuhl zog 1970 über die Landesliste Schleswig-Holstein und 1972 als direkt gewählter Abgeordneter des Wahlkreises Schleswig – Eckernförde in den Bundestag ein.

## Werke
- Jürgen Anbuhl: Impulse und Initiativen bezüglich vorschulischer kompensatorischer Erziehung im 7. [siebten] Deutschen Bundestag (1972–1976). Dissertation an der Pädagogischen Hochschule Kiel 1979, erschienen 1976.

## Ehrungen
- 1982: Ehrenring der Stadt Eckernförde
- 1987: Bundesverdienstkreuz am Bande
- 2003: Ehrenbürgerschaft der Stadt Eckernförde